# Spetters (restaurant)
Spetters is een restaurant in Breskens, Nederland. Het restaurant heeft sinds 2014 een Michelinster.
GaultMillau kende het restaurant in 2016 16,5 van de 20 punten toe.
Het restaurant is gevestigd in de jachthaven van Breskens. In 2008 openen Edwin en Blanche Vinke (eigenaren van restaurant De Kromme Watergang) ‘’Bistro Spetters’’ in Breskens. 1 december 2010 wordt de bistro overgenomen door Sonja Matthijs, Eddy Smallegange en Laurent Smallegange om verder te gaan als gastronomisch restaurant. Chef-kok van ‘’Spetters’’ is zoon Laurent Smallegange.